# Околоточный надзиратель
Около́точный надзира́тель (просторечие — околоточный) — в Российской империи чиновник городской полиции, ведавший околотком (на конец XIX века 3—4 тысячи жителей), минимальной частью полицейского участка в более крупных городах империи.

## История
Термин «околоточный надзиратель» возник в 1862 году с принятием «Временных правил об устройстве полиции в городах и уездах губерний».
Околоточный надзиратель был непосредственно подчинён участковому приставу. В своем подчинении имел городовых и дворников (в части исполнения ими полицейских функций). Должность соответствовала 14 классу Табели о рангах.
Он был обязан знать всех жителей околотка, род их деятельности, характер поведения; оказывать всяческое содействие чиновникам сыскной полиции.
В небольших городах околоточных надзирателей, как правило, не было. В Санкт-Петербурге за околотком закреплялись два околоточных надзирателя. Один занимался «наружным порядком», другой «внутренним надзором за народонаселением». В 1877 году в Харькове полицейский участок состоял из четырёх околотков.
Должность ликвидирована 11 марта 1917 года.

## Галерея

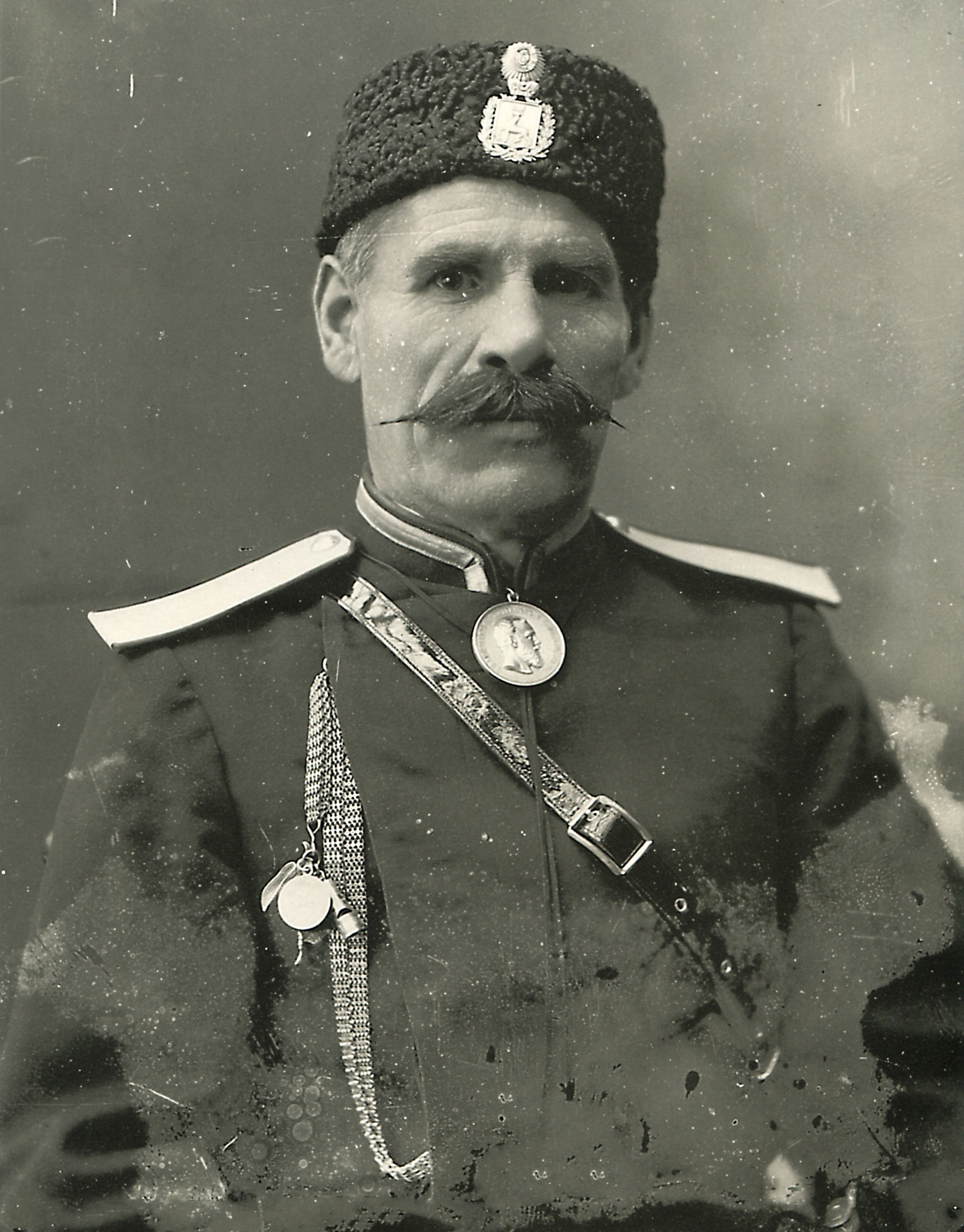
Нижегородский околоточный надзиратель М. Е. Васильков, фоторабота М. П. Дмитриева